# لاسلو ديكر
لاسلو ديكر (بالمجرية: Decker László)‏ هو مجدف مجري، ولد في 1923 في بودابست في المجر، وتوفي في 1998.

## وصلات خارجية
- لاسلو ديكر على موقع الاتحاد الدولي للتجديف (الإنجليزية)
- لاسلو ديكر على موقع أوليمبيديا (الإنجليزية)